# 谢尔盖·叶菲莫维奇·马洛夫
谢尔盖·叶菲莫维奇·马洛夫（1880年1月28日—1957年9月6日），俄罗斯和苏联语言学家、东方学家、突厥学家，1939年成为苏联科学院通讯院士。

## 生平
1880年1月28日，谢尔盖·叶菲莫维奇·马洛夫出生于俄罗斯帝国喀山省喀山市的一个俄罗斯族家庭，父亲叶夫菲米·亚历山德罗维奇·马洛夫是喀山主显节大教堂的主祭。马洛夫于1894年小学毕业，1900年教会中学毕业，随后进喀山神学院学习，曾随尼古拉·费奥多罗维奇·卡塔诺夫学习东方语言。1904年进入圣彼得堡大学东方学系学习，在校期间，被以博杜恩·德·库尔德内为首的学术圈子吸收，加入由俄国突厥学家瓦西里·拉德洛夫院士领导的俄罗斯科学院突厥语研究小组的活动，并曾学习亚历山大·彼得罗维奇·涅恰耶夫的实验心理学课程。
马洛夫擅长阿拉伯语、波斯语和突厥语。1908年夏，由俄罗斯中东亚研究委员会出资，马洛夫对托木斯克省的楚利姆鞑靼人和库兹涅茨克鞑靼人进行语言调查，并在俄罗斯中东亚研究委员会的《消息报》上发表了调查报告。1909年毕业后至1915年，在俄罗斯科学院附属的人类学民族学博物馆担任图书管理员。
马洛夫曾为俄国外交部研究维吾尔族、撒拉族、撒爾塔人和柯尔克孜族等生活在中国的突厥语民族的语言和习俗，收集了丰富的民间传说和民族志资料，包括制作音乐录音，收集珍贵的古代手稿等。1909年4月至1911年7月，马洛夫受俄国中亚东亚研究委员会派遣到中国新疆、甘肃一带调查研究维吾尔语和裕固语。1910年，马洛夫在甘肃酒泉文殊沟寺院获得一部回鹘文《金光明经》写本，该佛经为回鹘学者胜光法师在约10世纪时译自唐义净汉文本，抄写于康熙二十六年（1687年），是一部篇幅较大、保存完好的回鹘文文献。马洛夫后来在1913年至1917年与老师拉德洛夫将该经书用回鹘文铅字排印刊布。1913年5月至1915年8月，马洛夫第二次到中国西北地区进行语言调查。1916年，马洛夫获突厥语文学硕士学位。
1917年，马洛夫迁居喀山，历任喀山大学副教授、教授等职，从事突厥语教学工作。同时，他对伏尔加鞑靼人的民族志和方言进行研究，成为最早一批研究米萨方言的学者。1921年，马洛夫在塔什干会议上提出将新疆突厥语改名为维吾尔语。
1922年，马洛夫返回彼得格勒（即原圣彼得堡），并成为彼得格勒大学助理教授。后成为列宁格勒大学（即彼得格勒大学）教授和突厥语言学系主任，马洛夫曾教授察合台语、乌兹别克语、阿爾泰語和其他语言，也曾开设古突厥文的语言学课程。1929年，马洛夫发表了他对古突厥字母塔拉斯变体的发现，是突厥字母的第三种已知变体。
1931年，马洛夫调入苏联科学院东方学研究所，该部门负责“对阿拉伯语、波斯语，主要是各突厥语种的书籍、报纸和手稿进行登记和盘点”，这项工作使马洛夫可以不受审查的接触突厥语当前的文学作品。东方学研究所曾计划根据马洛夫的建议编撰《突厥文字罗马化文献目录》（Библиографии по латинизации турецкой письменности），后因马洛夫在1933年9月16日辞职而搁置。1934年起，马洛夫在苏联科学院语言研究所工作。1935年5月，他未经无论文答辩获得语言学博士学位。1939年当选为苏联科学院通讯院士。第二次世界大战期间，马洛夫在阿拉木图担任哈萨克斯坦大学和哈萨克斯坦师范学院教授。二战后，在列宁格勒大学东方学系任教。
1957年9月6日，马洛夫去世，葬于列宁格勒斯大林斯基区（今圣彼得堡维堡区）的舒瓦洛夫公墓。

## 荣誉
马洛夫曾被授予列宁勋章、劳动红旗勋章、哈萨克斯坦苏维埃社会主义共和国功勋科学工作者奖章等荣誉。

## 著作
马洛夫和老师拉德洛夫合著、1928年用德文刊行的《回鹘语语言资料集》（Uigurische Sprachdenkmäler）在1993年《回鹘文契约文书集成》（ウイグル文契約文書集成）出版前，曾长期被视为全面收录和研究回鹘文契约的基础资料书。
1932年，马洛夫刊布奥登堡所获的5件回鹘文契约，将其刊载在《苏联科学院东方学研究所文集》第一集（Записки Института Востоковедения Академии наук СССР, Том 1）上，题为《奥登堡探险队发现的回鹘文写本》（Уйгурские рукописные документы экспедиции С. Ф. Ольденбурга）。

## 备注
1. ↑  也译作“谢尔盖·埃菲莫维奇·马洛夫”[1]